# Línea 667 (Interurbanos Madrid)
La línea 667 de la red de autobuses interurbanos de Madrid une el Hospital Puerta de Hierro (Majadahonda) con la estación de autobuses de San Lorenzo de El Escorial.

## Características
Esta línea une a los habitantes de los municipios de San Lorenzo de El Escorial, El Escorial, Galapagar y Las Rozas de Madrid con el Hospital Puerta de Hierro de Majadahonda y viceversa, en un recorrido que dura aproximadamente 45 minutos entre cabeceras.
Siguiendo la numeración de líneas del CRTM, las líneas que circulan por el corredor 6 son aquellas que dan servicio a los municipios situados en torno a la A-6 y comienzan con un 6. Aquellas numeradas dentro de la decena 660 corresponden a aquellas que circulan por San Lorenzo de El Escorial.
La línea no mantiene los mismos horarios todo el año, desde el 1 de julio al 31 de agosto se reducen el número de expediciones los días laborables entre semana (sábados laborables, domingos y festivos tienen los mismos horarios todo el año), además de los días excepcionales vísperas de festivo y festivos de Navidad en los que los horarios también cambian y se reducen.
Está operada por la empresa ALSA mediante la concesión administrativa VCM-607 - Madrid – San Lorenzo de El Escorial (Viajeros Comunidad de Madrid) del Consorcio Regional de Transportes de Madrid.

## Horarios

### 1 septiembre - 30 junio
| Lunes a viernes laborables                 | Lunes a viernes laborables                 | Sábados laborables, domingos y festivos    | Sábados laborables, domingos y festivos    |
| Hosp. Puerta Hierro > S. L. de El Escorial | S. L. de El Escorial > Hosp. Puerta Hierro | Hosp. Puerta Hierro > S. L. de El Escorial | S. L. de El Escorial > Hosp. Puerta Hierro |
| 08:10                                      | 06:45                                      | 08:10                                      | 06:45                                      |
| 09:00                                      | 08:00                                      | 10:00                                      | 09:00                                      |
| 10:00                                      | 09:00                                      | 13:00                                      | 12:00                                      |
| 11:00                                      | 10:00                                      | 15:15                                      | 13:45                                      |
| 11:55                                      | 11:00                                      | 16:00                                      | 15:00                                      |
| 14:00                                      | 12:50                                      | 18:00                                      | 17:00                                      |
| 15:15                                      | 13:45                                      | 20:00                                      | 19:00                                      |
| 16:00                                      | 15:00                                      | 22:15                                      | 20:55                                      |
| 18:00                                      | 17:00                                      |                                            |                                            |
| 20:00                                      | 19:00                                      |                                            |                                            |
| 22:15                                      | 20:55                                      |                                            |                                            |

### 1 julio - 31 agosto
| Lunes a viernes laborables                 | Lunes a viernes laborables                 | Sábados laborables, domingos y festivos    | Sábados laborables, domingos y festivos    |
| Hosp. Puerta Hierro > S. L. de El Escorial | S. L. de El Escorial > Hosp. Puerta Hierro | Hosp. Puerta Hierro > S. L. de El Escorial | S. L. de El Escorial > Hosp. Puerta Hierro |
| 08:10                                      | 06:45                                      | 08:10                                      | 06:45                                      |
| 09:00                                      | 08:00                                      | 10:00                                      | 09:00                                      |
| 10:00                                      | 09:00                                      | 13:00                                      | 12:00                                      |
| 11:55                                      | 11:00                                      | 15:15                                      | 13:45                                      |
| 14:00                                      | 12:50                                      | 16:00                                      | 15:00                                      |
| 15:15                                      | 13:45                                      | 18:00                                      | 17:00                                      |
| 16:00                                      | 15:00                                      | 20:00                                      | 19:00                                      |
| 18:00                                      | 17:00                                      | 22:15                                      | 20:55                                      |
| 20:00                                      | 19:00                                      |                                            |                                            |
| 22:15                                      | 20:55                                      |                                            |                                            |

## Recorrido y paradas

### Sentido San Lorenzo de El Escorial
| Código                                                                                  | Parada                                      | Común con                              | Municipio                  | Zona |
| --------------------------------------------------------------------------------------- | ------------------------------------------- | -------------------------------------- | -------------------------- | ---- |
| 17923                                                                                   | J. Rodrigo - Hospital Puerta de Hierro      | 567 580 620 626 633 650A 653 655 685 1 | Majadahonda                |      |
| Las expediciones sin paso por el C.E.E. Virgen de Lourdes realizan la siguiente parada: |                                             |                                        |                            |      |
| 17685                                                                                   | Manuel Falla - Urg. Hospital Pta. De Hierro | 565 567 620 626 650A 1                 | Majadahonda                |      |
| Las expediciones con paso por el C.E.E. Virgen de Lourdes realizan la siguiente parada: |                                             |                                        |                            |      |
| 08798                                                                                   | Ctra. M503 - Centro Educ. Especial          | 567 626                                | Majadahonda                |      |
| Paradas del itinerario común                                                            |                                             |                                        |                            |      |
| 06150                                                                                   | Ctra. M505 - Urb. La Chopera                | 661 661A 662 1                         | Las Rozas de Madrid        |      |
| 06152                                                                                   | Camino Real - Urb. Molino de la Hoz         | 661 661A 662 1                         | Las Rozas de Madrid        |      |
| 18628                                                                                   | Ctra. M505 - Colonia Pto. Galapagar         | 661A                                   | Galapagar                  |      |
| 06153                                                                                   | Ctra. M505 - Urb. Roncesvalles              | 661 661A                               | Galapagar                  |      |
| 06154                                                                                   | Ctra. M505 - Urb. Los Gamos                 | 661 661A                               | Galapagar                  |      |
| 11094                                                                                   | Ctra. M505 - Colegio                        | 661 661A                               | Galapagar                  |      |
| 06155                                                                                   | Ctra. M505 - Pza. Cruz Roja                 | 661 661A                               | Galapagar                  |      |
| 12306                                                                                   | Ctra. M505 - Cruce Ctra. Guadarrama         | 661 661A                               | Galapagar                  |      |
| 06156                                                                                   | Ctra. M505 - Urb. Vistanevada               | 661 661A                               | Galapagar                  |      |
| 10181                                                                                   | Ctra. M505 - Embalse Valmayor               | 661 3                                  | El Escorial                |      |
| 11525                                                                                   | Av. Constitución - Madrid                   | 640 661 666 669 669A 3                 | El Escorial                |      |
| 10183                                                                                   | Av. Constitución - Francisco Valiño         | 640 661 666 669 669A 2 3               | El Escorial                |      |
| 11527                                                                                   | San Sebastián - Cardenal Cisneros           | 661 669 669A 2 3                       | El Escorial                |      |
| 18485                                                                                   | Av. M. Moratiel Iban - Pablo Mayoral        | 661 2                                  | El Escorial                |      |
| 10184                                                                                   | Juliana - Urb. Los Escoriales               | 661                                    | El Escorial                |      |
| 11923                                                                                   | Av. Reyes Católicos - Padre Wigfrido        | 640 661 1                              | El Escorial                |      |
| 10185                                                                                   | Est. de Autobuses de S. L. de El Escorial   | 640 660 661 664 665 666 669 669A       | San Lorenzo de El Escorial |      |

### Sentido Majadahonda (Hospital Puerta de Hierro)
| Código                                                                                  | Parada                                    | Común con                              | Municipio                  | Zona |
| --------------------------------------------------------------------------------------- | ----------------------------------------- | -------------------------------------- | -------------------------- | ---- |
| 10185                                                                                   | Est. de Autobuses de S. L. de El Escorial | 640 660 661 664 665 666 669 669A       | San Lorenzo de El Escorial |      |
| 11924                                                                                   | Av. Reyes Católicos - Padre Wigfrido      | 640 661 1                              | El Escorial                |      |
| 10186                                                                                   | Juliana - Urb. Los Escoriales             | 661                                    | El Escorial                |      |
| 18484                                                                                   | Av. M. Moratiel Iban - Pablo Mayoral      | 661 2                                  | El Escorial                |      |
| 11528                                                                                   | San Sebastián - Conde de Chinchón         | 661 669 669A 2 3                       | El Escorial                |      |
| 10187                                                                                   | Av. Constitución - Quiterio López         | 640 661 666 669 669A 3                 | El Escorial                |      |
| 11526                                                                                   | Av. Constitución - Alfonso XIII           | 640 661 666 669 669A 3                 | El Escorial                |      |
| 10189                                                                                   | Ctra. M505 - Embalse Valmayor             | 661 3                                  | El Escorial                |      |
| 06157                                                                                   | Ctra. M505 - Urb. Vistanevada             | 661 661A                               | Galapagar                  |      |
| 12305                                                                                   | Ctra. M505 - Cruce Ctra. Guadarrama       | 661 661A                               | Galapagar                  |      |
| 06158                                                                                   | Ctra. El Escorial - Pza. Cruz Roja        | 630 634 661 661A                       | Galapagar                  |      |
| 11095                                                                                   | Ctra. M505 - Colegio                      | 661 661A                               | Galapagar                  |      |
| 06159                                                                                   | Ctra. M505 - Urb. Los Gamos               | 661 661A                               | Galapagar                  |      |
| 06160                                                                                   | Ctra. M505 - Urb. Roncesvalles            | 661 661A                               | Galapagar                  |      |
| 18629                                                                                   | Ctra. M505 - Colonia Pto. Galapagar       | 661A                                   | Galapagar                  |      |
| 06161                                                                                   | Ctra. M505 - Urb. Molino de la Hoz        | 661 661A 662 1                         | Las Rozas de Madrid        |      |
| 06163                                                                                   | Ctra. M505 - Urb. La Chopera              | 661 661A 662 1                         | Las Rozas de Madrid        |      |
| 17925                                                                                   | Ruperto Chapí - Joaquín Rodrigo           | 1                                      | Majadahonda                |      |
| Las expediciones con paso por el C.E.E. Virgen de Lourdes realizan la siguiente parada: |                                           |                                        |                            |      |
| 08798                                                                                   | Ctra. M503 - Centro Educ. Especial        | 567 626                                | Majadahonda                |      |
| Terminal de la línea                                                                    |                                           |                                        |                            |      |
| 17923                                                                                   | J. Rodrigo - Hospital Puerta de Hierro    | 567 580 620 626 633 650A 653 655 685 1 | Majadahonda                |      |